# Evergreen (Alabama)
Evergreen ist ein Ort im Conecuh County im US-Bundesstaat Alabama. Der Ort ist der County Seat des Conecuh Countys. Die Gesamtfläche des Ortes beträgt 39,5 km². Das U.S. Census Bureau hat bei der Volkszählung 2020 eine Einwohnerzahl von 3.520 ermittelt.

## Geschichte
Drei Bauwerke und Stätten in Evergreen sind im National Register of Historic Places aufgeführt, darunter der New Evergreen Commercial Historic District (Stand 13. Juli 2019).

## Demographie
Bei der Volkszählung aus dem Jahr 2000 hatte Evergreen 3630 Einwohner, die sich auf 1536 Haushalte und 981 Familien verteilten. Die Bevölkerungsdichte betrug somit 92,3 Einwohner/km². 52,78 % der Bevölkerung waren afroamerikanisch, 46,23 % weiß. In 31,7 % der Haushalte lebten Kinder unter 18 Jahren. Das Durchschnittseinkommen betrug 20979 Dollar pro Haushalt, wobei 34,2 % der Bevölkerung unterhalb der Armutsgrenze lebten.
2019 hatte Evergreen 3526 Einwohner.

## Söhne und Töchter von Evergreen
- James Adams Stallworth (1822–1861), Rechtsanwalt und Politiker
- Herman Autrey (1904–1980), Jazztrompeter des Swing